# Faglia di confine delle Highlands

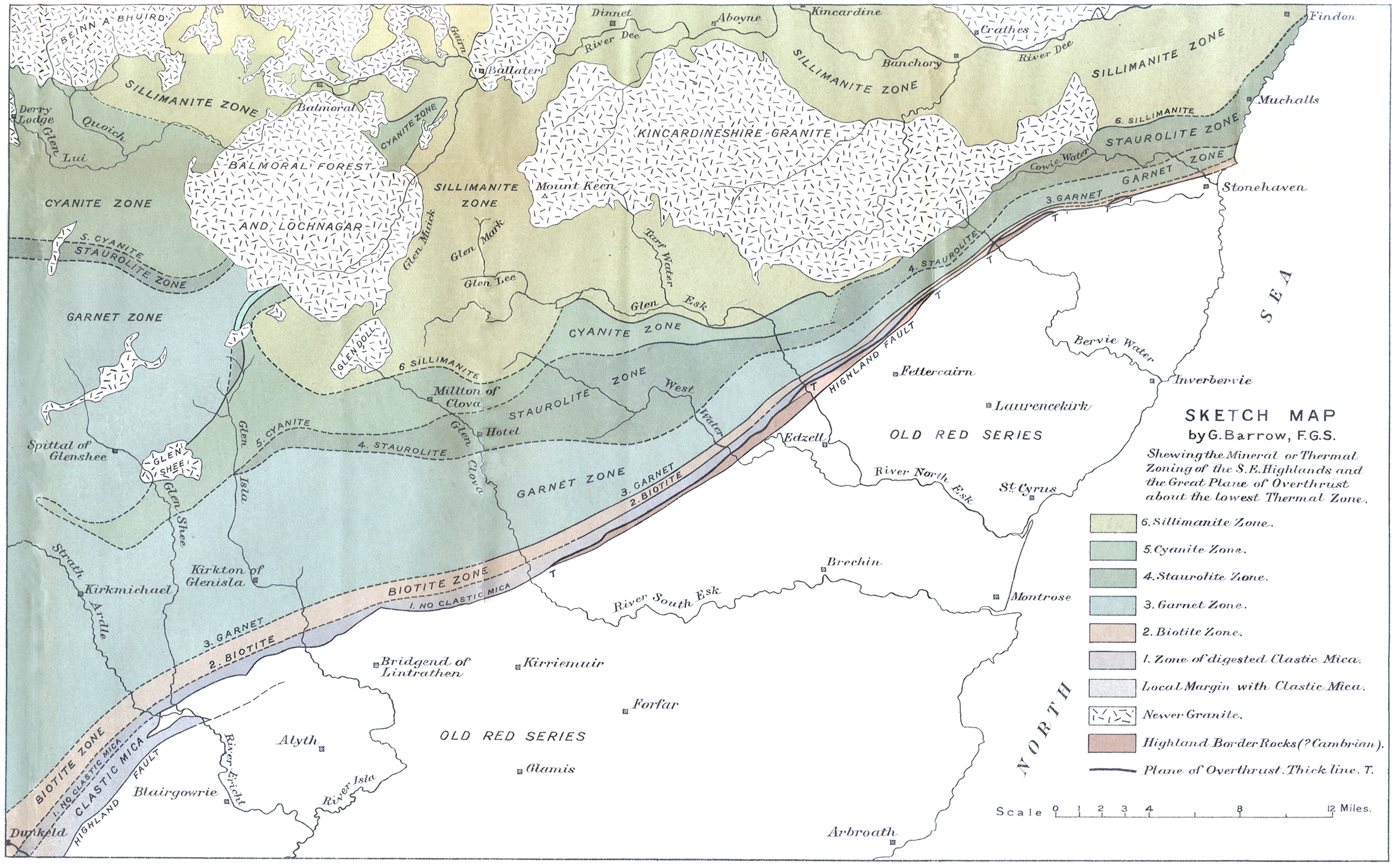
La faglia di confine delle Highlands (Highland boundary fault).

La faglia di confine delle Highlands (in inglese: Highland Boundary Fault) è una faglia geologica che attraversa la Scozia dall'isola di Arran e Helensburgh sulla costa occidentale fino a Stonehaven a est. Questa faglia separa due distinte regioni fisiografiche: le Highlands o "altopiani" / "terre alte" e le Lowlands o "bassopiani" / "terre basse"; tuttavia, nella maggior parte dei luoghi questa differenza è evidente solo nelle rappresentazioni topografiche.
Allineata da sud-ovest a nord-est, inizia a Lochranza ad Arran, taglia in due l'isola di Bute e attraversa le penisole di Cowal e Rosneath e il Firth of Clyde. Raggiunge la costa vicino a Helensburgh e poi prosegue attraverso il Loch Lomond fino ad Aberfoyle, poi Callander, Comrie e Crieff. Forma quindi il confine settentrionale della valle di Strathmore e raggiunge il Mare del Nord vicino a Stonehaven, vicino alla Cappella di Santa Maria e San Nathalan. A nord della faglia il terreno è composto da rocce metamorfiche dei periodi Precambriano e Cambriano: depositi marini trasformati in scisti, filladi e ardesia. A sud predominano le arenarie: rocce sedimentarie più tenere dei periodi Devoniano e Carbonifero.
La faglia delle Highlands fu attiva durante l'orogenesi caledoniana, una collisione di placche tettoniche avvenuta tra i periodi Ordoviciano e Devoniano (tra 520 e 400 milioni di anni fa), durante la chiusura dell'Oceano Giapeto. Questa faglia geologica ha permesso alla Midland Valley ("valle delle terre di mezzo") di scendere fino a 4000 metri, fino a diventare una zona di spaccatura, causando movimenti tettonici verticali, che sono stati successivamente sostituiti da rocce orizzontali.
Una faglia complementare, la faglia delle Southern Uplands ("faglia meridionale delle Highlands"), forma il confine meridionale delle Lowlands.